# Variable RV Tauri
En astronomia, es denominen variables RV Tauri a una classe d'estels variables supergegants. Mostren canvis de lluminositat lligats a pulsacions radials en les seves superfícies. Els canvis de lluentor van acompanyats de canvis en el tipus espectral. Mentre en la fase més brillant els estels tenen tipus espectral F o G, en la fase més tènue els seus tipus canvien a K o M. El període formal habitual de fluctuació de lluentor està comprès entre 30 i 150 dies, alternant mínims primaris i secundaris, que poden canviar entre si. La diferència entre la lluentor màxima i el mínim pot aconseguir quatre magnituds.
Les variables RV Tauri poden dividir-se en dos tipus:
- Variables RVa: aquelles on la lluentor mitjana de les quals no varia;
- Variables RVb: aquelles que mostren variacions periòdiques en la seva lluentor mitjana, de manera que els seus màxims i mínims canvien en una escala temporal que va de 600 a 1500 dies.

El prototip d'aquesta classe, RV Tauri, és una variable de tipus RVb que mostra variacions de lluentor entre magnitud +9,8 i +13,3 amb un període formal de 78,7 dies. R Scuti i U Monocerotis són dos exemples notables dins d'aquest grup, però n'hi ha d'altres com AC Herculis, V Vulpeculae, AR Sagitarii o SS Geminorum.
Les variables RV Tauri poden ser objectes post-AGB. Es pensa que la major part d'elles són sistemes binaris amb pols possiblement confinada un disc.